# Iglesia de San Rafael Arcángel (Vilna)
La iglesia de Santa Catalina (en lituano: Šv. arkangelo Rapolo bažnyčia; en polaco: Kościół Św. Rafała Archanioła) es un edificio religioso católico que localizado en el distrito de Šnipiškės de Vilna, Lituania.El antiguo conjunto monástico de los jesuitas se encuentra cerca y actualmente lo utiliza el Ministerio de Cultura de Lituania.

## Historia
En este remoto lugar se construyó entre 1702 y 1709 una iglesia jesuita de estilo barroco tardío, gracias a las donaciones del rico señor Kazimierz Sapieha, con el apoyo del hetman Michał Kazimierz Radziwiłł. Los jesuitas ya tenían su famosa universidad en el centro de la ciudad, servida por la iglesia de San Juan. Cerca de la iglesia había un santuario junto al camino que contenía una estatua de Cristo con la cruz a cuestas. El santuario se construyó alrededor de 1710 durante el brote de peste de la Gran Guerra del Norte en Vilna.
Los franceses de la Grande Armée instalaron allí un depósito de municiones cuando llegaron a Vilna en junio de 1812 y saquearon la iglesia. El templo fue restaurada en la década de 1820 y sirvió de parroquia para los barrios circundantes, cada vez más poblados, pero fue confiscada en 1832 (después del Levantamiento de Noviembre de 1830) para servir como almacén militar y finalmente volvió a ser objeto de culto en 1860, para no volver a cerrar nunca más, ni siquiera durante el régimen de la República Socialista Soviética de Lituania. El 14 de agosto de 1904, el primer presidente de la Lituania independiente, Antanas Smetona, se casó con Sofija Smetonienė en la iglesia de San Rafael.
El conjunto arquitectónico fue restaurado en 1975. En 2017 se descubrió en los sótanos de la iglesia una escultura de madera de Jesús procedente de la demolida capilla de Jesús de Šnipiškės, que se construyó en torno a 1720, y que, tras una restauración, se exhibe actualmente en el Museo del Patrimonio Eclesiástico Vilna.

## Arquitectura
La iglesia es de planta cuadrangular, tiene tres naves de tipo basilical con frontón flanqueado por dos torres simétricas. Los adornos barrocos son variados y diversos. Las paredes son poderosas, pero el estilo de la iglesia no pertenece al barroco de Vilna, sino más bien a un estilo de transición entre el barroco y el rococó, como lo demuestran las ampliaciones del arquitecto Diederstein. De hecho, la fachada con sus volutas, sus hornacinas y sus ornamentos da una impresión de gracia y ligereza.
El altar rococó, enmarcado por columnas luminosas con pedestales y grupos escultóricos de santos, está coronado por una pintura de Szymon Czechowicz, autor de muchas de las imponentes pinturas religiosas de la región.

## Galería

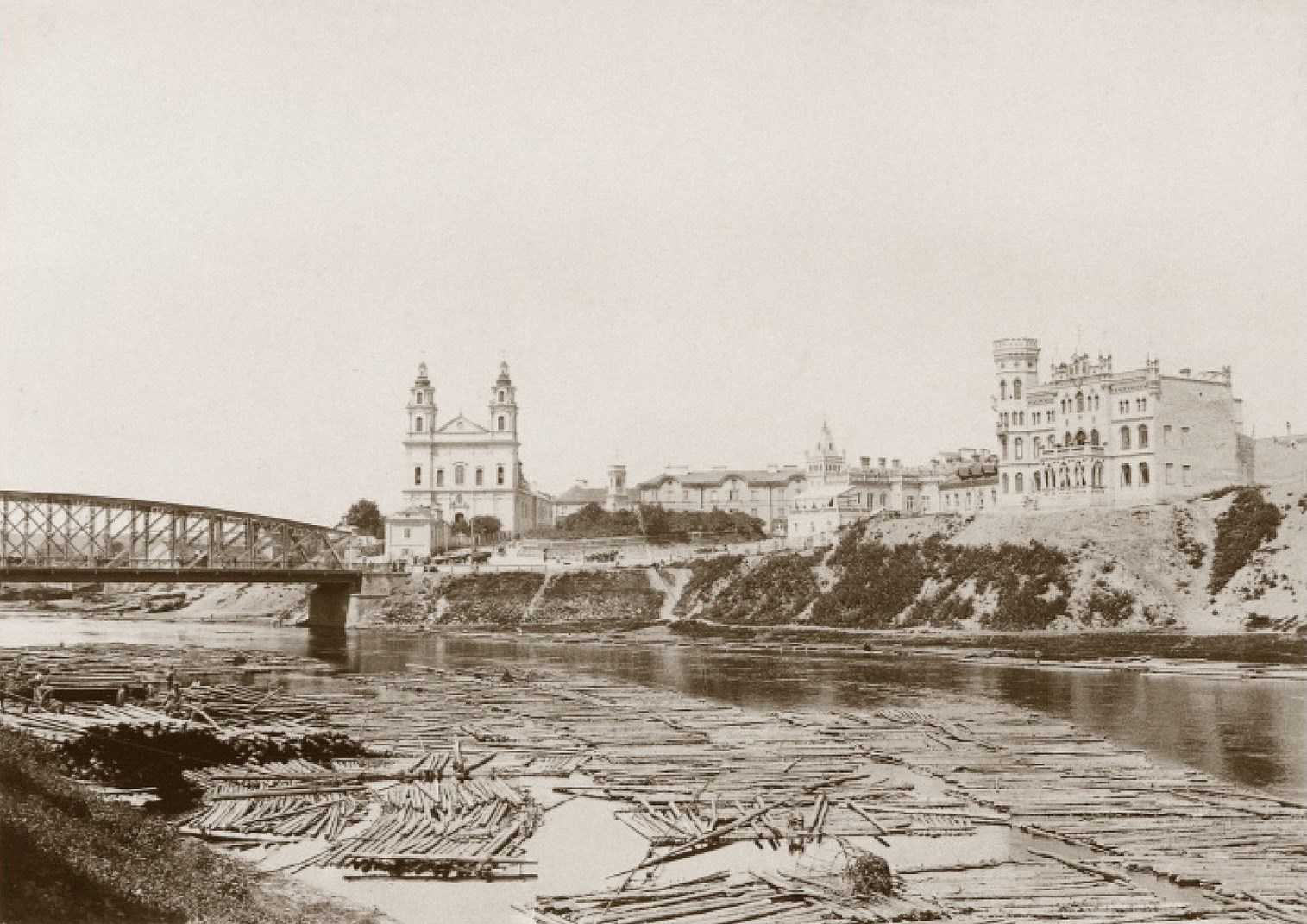
Iglesia en 1898
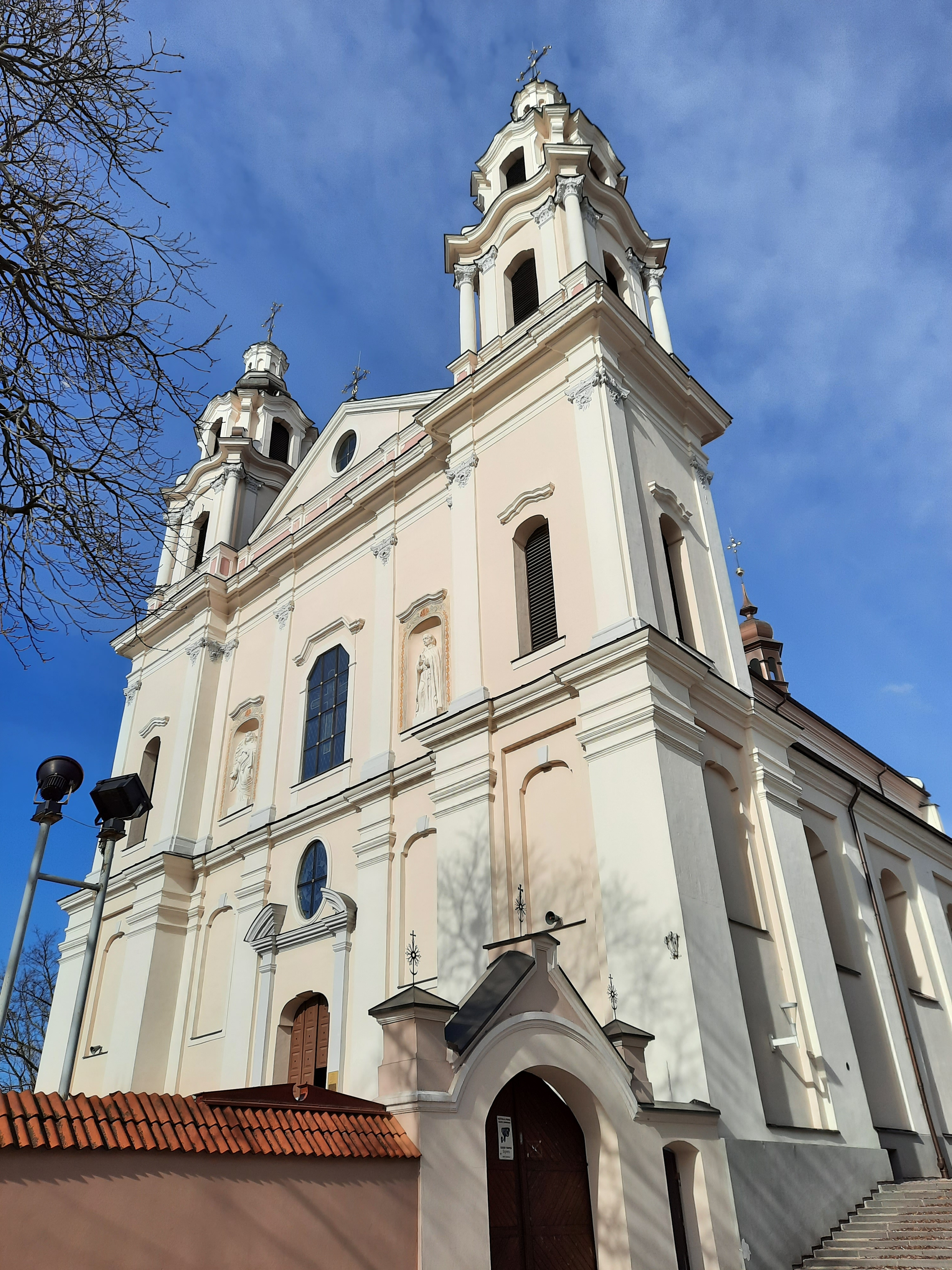
Fachada de la iglesia
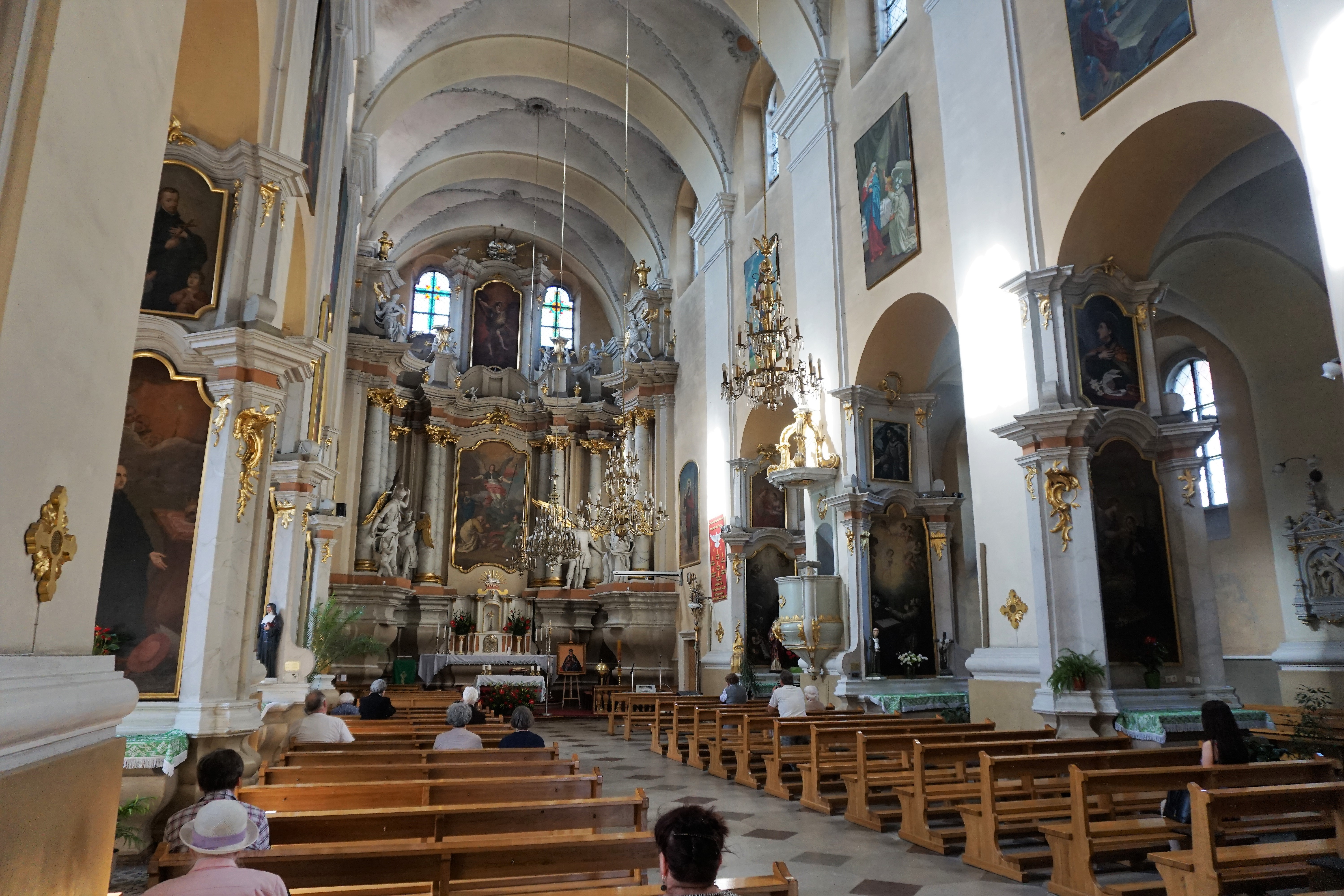
Interior de la iglesia